# Wolfgang Mager
Wolfgang Mager   (Kamenz, 24 d'agost de 1952) és un remer alemany, ja retirat, que va competir sota bandera de la República Democràtica Alemanya durant la dècada de 1970.
El 1972 va prendre part en els Jocs Olímpics d'Estiu de Múnic, on guanyà la medalla d'or en la prova del dos sense timoner del programa de rem. Formà parella amb Siegfried Brietzke. Quatre anys més tard, als Jocs de Mont-real, guanyà la medalla d'or en la prova del quatre sense timoner. Formà equip amb Siegfried Brietzke, Andreas Decker i Stefan Semmler. Una lesió a la mà pocs dies abans dels Jocs Olímpics de Moscou de 1980 li impedí prendre-hi part.
En el seu palmarès també destaquen cinc medalles al Campionat del Món de rem, quatre d'or i una de plata, sempre en el quatre sense timoner entre les edicions de 1974 i 1979. A nivell nacional guanyà el campionat de l'Alemanya de l'Est del dos sense timoner de 1973.